# سمير حافظ
سمير حافظ مخرج مصري  من مواليد القاهرة في 20 يونيو 1946 حصل على بكالوريوس التجارة، ثم عمل كمساعد مخرج في العديد من الأعمال منها «نص ساعة زواج» و«شقة وعروسة يارب»، واتجه بعد ذلك للإخراج.
توفي سمير حافظ في 9 مارس 2009 وترك رصيد من 50 عمل  بين مساعد مخرج ومساعد مخرج ثان ومخرج منفذ وملاحظ سيناريو وسكريبت وكلاكيت، وانفرد بإخراج 8 أفلام سينمائية.

## قائمة أفلامه
فيلم «سمورة والبنت القمورة» عام 1984، بطولة سمير غانم وليلى علوي.
فيلم «حب فوق السحاب» عام 1986، بطولة محمد عوض وسعاد نصر.
فيلم «جواز عرفي» عام 1990، بطولة صلاح قابيل وسميرة صدقي.
فيلم «جيل آخر زمن» عام 1991، بطولة هاني رمزي وعايدة رياض.
فيلم «شياطين الشرطة» عام 1992، بطولة آثار الحكيم وصلاح قابيل.
فيلم «العملة النادرة» عام 1992، بطولة محمود الجندي ونبيلة كرم.
فيلم «أحلامنا الحلوة» عام 1992، بطولة شيرين سيف النصر وتوفيق توفيق.
فيلم «غراميات سايس» عام 1993، بطولة أشرف عبد الباقي وشيرين.

## وصلات خارجية
- سمير حافظ على موقع الدهليز
- سمير حافظ على موقع قاعدة بيانات الأفلام العربية
- سمير حافظ على الدهليز
- سمير حافظ على كاروهات